# Eupithecia amita
Eupithecia amita là một loài bướm đêm trong họ Geometridae.